# آلفرد شمیت
آلفرد شمیت (انگلیسی: Alfred Schmidt; ۱۹ مهٔ ۱۹۳۱ – ۲۸ اوت ۲۰۱۲) فیلسوف، مترجم و جامعه‌شناس آلمانی و استاد دانشگاه فرانکفورت بوده است. شمیت که در دانشگاه گوته فرانکفورت، لغت‌شناسی، تاریخ و زبان انگلیسی آموخته، پایان‌نامهٔ دکترای خود را تحت راهنمایی تئودور آدورنو و ماکس هورکهایمر گذرانده بود. او یکی از نسل دوم شارحان مکتب فرانکفورت و و پژوهشگران در موضوع‌های نظریه انتقادی و فلسفه دین بوده است. دکترای خود را با موضوع "مفهوم طبیعت از دیدگاه مارکس" به دست آورد. اشمیت از سال ۱۹۷۲ استاد فلسفه و جامعه‌شناسی در دانشگاه فرانکفورت بود و در سال ۱۹۹۹ بازنشسته شد.